# Zemský okres Dillingen an der Donau
Zemský okres Dillingen an der Donau (německy Landkreis Dillingen an der Donau) je okres v německé spolkové zemi Bavorsko, ve vládním obvodě Švábsko. Sídlem okresu je město Dillingen an der Donau. Okres leží na západě Bavorska a sousedí se spolkovou zemí Bádensko-Württembersko.

## Města a obce
| Města | Obce |
| --- | --- |
| 1. Dillingen an der Donau 2. Gundelfingen an der Donau 3. Höchstädt an der Donau 4. Lauingen 5. Wertingen Obce s tržním právem (Markt) 1. Aislingen 2. Bissingen 3. Wittislingen | 1. Bachhagel 2. Bächingen an der Brenz 3. Binswangen 4. Blindheim 5. Buttenwiesen 6. Finningen 7. Glött 8. Haunsheim 9. Holzheim 10. Laugna 11. Lutzingen 12. Medlingen 13. Mödingen 14. Schwenningen 15. Syrgenstein 16. Villenbach 17. Ziertheim 18. Zöschingen 19. Zusamaltheim |

## Sousední okresy
| Růžice kompasu |            | Dunaj-Ries                          |          | Růžice kompasu |
| Růžice kompasu | Heidenheim | Sever                               |          | Růžice kompasu |
| Růžice kompasu | Heidenheim | Zemský okres Dillingen an der Donau |          | Růžice kompasu |
| Růžice kompasu | Heidenheim | Jih                                 |          | Růžice kompasu |
| Růžice kompasu |            | Günzburg                            | Augsburg | Růžice kompasu |